# Kenzō Kitakata
Kenzō Kitakata (北方 謙三, Kitakata Kenzō, né le 26 octobre 1947,) est un romancier japonais, particulièrement connu pour son style dur et ses romans policiers. Il étudie le droit à l'Université Chūō au début des années 1970.